# Molnár László (labdarúgó, 1949)
Molnár László (Kalaznó, 1949. június 28. –) magyar labdarúgó, labdarúgó-játékvezető. Polgári foglalkozása: Zala megyei Tanács főelőadója.

## Pályafutása

### Labdarúgóként
Általános iskolai tanulmányainak idején a "kötelező" sportok - atlétika: ugrás, futás, dobás - mellett rengeteget focizott. Anyaegyesületéből a komáromi Olajmunkásból - megyei I. osztály - 11-szer került be a magyar ifjúsági válogatottba. A magasabb osztályokban előbb, négy évet a Honvédnál majd hét évet a Zalaegerszegi TE egyesületben töltött. Egykori neves, sziklakemény hátvéd, nem riadt vissza a közelharctól, az ütközésektől, ha szükséges volt, akkor a "csínekbe" is belement. 211 NB I-es mérkőzésen foglalkoztatott labdarúgó. Egy közúti baleset vétlen sérültjeként kellett a minőségi aktív futballt befejeznie. A nyílt lábtörésből felgyógyulva, levezetésként 1981-1982 között a Hévíz csapatában újra megpróbálta a játékot, de a lábszára már nem bírta a nagyobb fizikai terhelést. Az MLSZ JB-JT labdarúgó válogatottjának oszlopos tagja.

### Labdarúgó-játékvezetőként

#### Nemzeti játékvezetés
A játékvezetésből 1979-ben  "kétségbeesett" lépésként vizsgázott, de nem működött. 1982-ben Hévízen egy előkészületi mérkőzést akart megnézni, de a játékvezetők nem érkeztek meg. A helyi vezetők felkérték a találkozó irányítására. Ezt követően 1982-től Zala megyében különböző labdarúgó osztályokban gyorsan megszerezte a szükséges tapasztalatokat. 1983-ban lett országos utánpótlás, majd NB II-es játékvezető. Egy évet adott magának, ezalatt el kellett dőlnie, hogy érdemes-e folytatni a játékvezetést. Az élet, a sors által adott lehetőséggel tudott élni. Az ellenőrök és szakvezetőinek véleménye alapján - NB I-es játékos múltjának köszönhetően 1985-ben élvonalbeli bírónak minősítették. Foglalkoztatására jellemző, hogy az 1989/1990-es bajnoki idényben Hartmann Lajos társaságában, 14 találkozón dirigálhatott. NMB. I-es mérkőzéseinek száma: 145, 172 meccsen partjelzőként szolgált. Az aktív játékvezetéstől 1997-ben búcsúzott.
| Időpont            | Helyszín                         | Mérkőzés típusa          | Mérkőzés                     | Eredmény |
| ------------------ | -------------------------------- | ------------------------ | ---------------------------- | -------- |
| 1985. március 27.  | Grosics Gyula Stadion, Tatabánya | első NB. I-es mérkőzés   | Tatabányai Bányász SC–Újpest | 2 – 2    |
| 1997. november 19. | Stadler Stadion, Akasztó         | utolsó NB. I-es mérkőzés | Stadler–Váci Izzó            | 1 – 2    |

##### Nemzeti kupamérkőzések
Vezetett Kupa-döntők száma: 2.

###### Magyar labdarúgókupa
| Időpont         | Helyszín                        | Mérkőzés típusa     | Mérkőzés                      | Eredmény | Nézők száma |
| --------------- | ------------------------------- | ------------------- | ----------------------------- | -------- | ----------- |
| 1990. június 6. | Városi Stadion, Tatabánya       | döntő               | PMSC–Budapest Honvéd FC       | 2 – 0    | 3000        |
| 1996. június 8. | Szőnyi útu Stadion, Budapest    | döntő első mérkőzés | BVSC-Dreher–Kispest-Honvéd FC | 0 – 1    | 3000        |
| 1997. május 21. | Hungária krt. Stadion, Budapest | döntő első mérkőzés | MTK–BVSC                      | 6 – 0    | 2000        |

#### Nemzetközi játékvezetés
A Magyar Labdarúgó-szövetség (MLSZ) Játékvezető Bizottságának (JB) felterjesztésére 1986-ban lett nemzetközi játékvezető, a Nemzetközi Labdarúgó-szövetség (FIFA) bírói karának tagja. Több UEFA-kupa, Intertotó Kupa, nemzetközi válogatott mérkőzésen volt játékvezető vagy partbíróként segítette a játékvezető munkáját. A magyar nemzetközi játékvezetők rangsorában, a világbajnokság-Európa-bajnokság sorrendjében többedmagával a 20. helyet foglalja el 1 találkozó szolgálatával. 1989-ben meghívták az első teremlabdarúgó világbajnokságra, ahol a Dánia–Paraguay csoportmérkőzést, illetve az egyik elődöntőt, a Belgium–Brazília mérkőzésen játékvezetőként, további három összecsapáson segédjátékvezetőként működött közre. Az aktív nemzetközi játékvezetéstől 1994-ben búcsúzott. Válogatott mérkőzéseinek száma: 6.

##### Világbajnokság
Hollandia rendezte az első, az 1989-es futsal-világbajnokságot, ahol a FIFA JB bíróként foglalkoztatta. A futsal mérkőzéseket kettő játékvezető összehangolt szolgálattal vezeti.
| Időpont          | Helyszín                            | Mérkőzés típusa | Mérkőzés         | Eredmény | Nézők száma |
| ---------------- | ----------------------------------- | --------------- | ---------------- | -------- | ----------- |
| 1989. január 14. | Sportpaleis Ahoy Stadion, Rotterdam | egyik elődöntő  | Belgium–Brazília | 3 – 3    | 2500        |

##### Európa-bajnokság
Az európai-labdarúgó torna döntőjéhez vezető úton Angliába a X., az 1996-os labdarúgó-Európa-bajnokságra az UEFA JB játékvezetőként foglalkoztatta.

###### Selejtező mérkőzés
| Időpont            | Helyszín                    | Mérkőzés típusa           | Mérkőzés       | Eredmény | Nézők száma |
| ------------------ | --------------------------- | ------------------------- | -------------- | -------- | ----------- |
| 1994. december 14. | Qemal Stafa Stadion, Tirana | előselejtező (7. csoport) | Albánia–Grúzia | 0 – 1    | 15 000      |

### Sportvezetőként
Az aktív játékot befejezve 1978-1980 között a ZTE technikai vezetőjeként dolgozott. A Zala megyei Labdarúgó-szövetség elnöke, megyei ellenőr. Az MLSZ JB keretében országos , NB I-es játékvezető ellenőr.

## Sikerei, díjai

### Labdarúgóként
- Magyar bajnokság
  - 2.: 1971–72
  - 3.: 1970 tavasz

### Játékvezetőként
- 1986-ban az MLSZ JB és az MLSZ ellenőrei, valamint a Népsport osztályzatai alapján az első alkalommal felajánlott Aranyszemüveg díj versenyében a második helyen végzett. Tárgyjutalomként egy színes televíziót kapott.
- 1991-ben a Nemzeti Sport újságíróinak osztályzatai alapján az 'Év Játékvezetője" címért folytatott versenyben Roxin György mögött, a 25 NB. I-es játékvezető közül az előkelő ötödik helyen végzett.
- 2006-ban a ZMLSZ elnöksége kiemelkedő szakmai munkájáért átadta részére a Zala megye Labdarúgásáért díjakat.

## Magyar vonatkozás
| Időpont              | Helyszín                 | Mérkőzés típusa             | Mérkőzés                | Eredmény | Nézők száma |
| -------------------- | ------------------------ | --------------------------- | ----------------------- | -------- | ----------- |
| 1986. szeptember 18. | Városi Stadion, Veszprém | felkészülési (11. mérkőzés) | Magyarország–Svédország | 1 – 4    | 400         |

## Külső hivatkozások
- Molnár László (labdarúgó, 1949) NB I-es statisztikája a Nemzeti Labdarúgó Archívum oldalán
- Molnár László. weltfussball.com. (Hozzáférés: 2013. május 14.)[halott link]
- Molnár László. World Referee. [2012. október 1-i dátummal az eredetiből archiválva]. (Hozzáférés: 2013. július 5.)
- Molnár László. footballzz.com. (Hozzáférés: 2013. július 5.)
- Molnár László. footballdatabase.eu. (Hozzáférés: 2013. július 5.)
- Molnár László. scoreshelf.com. [2015. szeptember 26-i dátummal az eredetiből archiválva]. (Hozzáférés: 2013. július 5.)
- Molnár László. eu-football.info. (Hozzáférés: 2013. július 5.)